# انتخابات ریاست‌جمهوری ایالات متحده آمریکا (۱۷۹۶)
انتخابات ریاست‌جمهوری ایالات متحده آمریکا (۱۷۹۶)، ۳امین انتخابات ریاست‌جمهوری بود که از تاریخ جمعه، ۴ نوامبر، تا چهارشنبه، ۷ دسامبر ۱۷۹۶ میلادی برگزار شد. در این انتخابات، جان آدامز نامزد فدرالیست، توماس جفرسون نامزد دموکرات-جمهوری‌خواه را شکست داد.

## نگارخانه

### نامزدهای فدرالیست

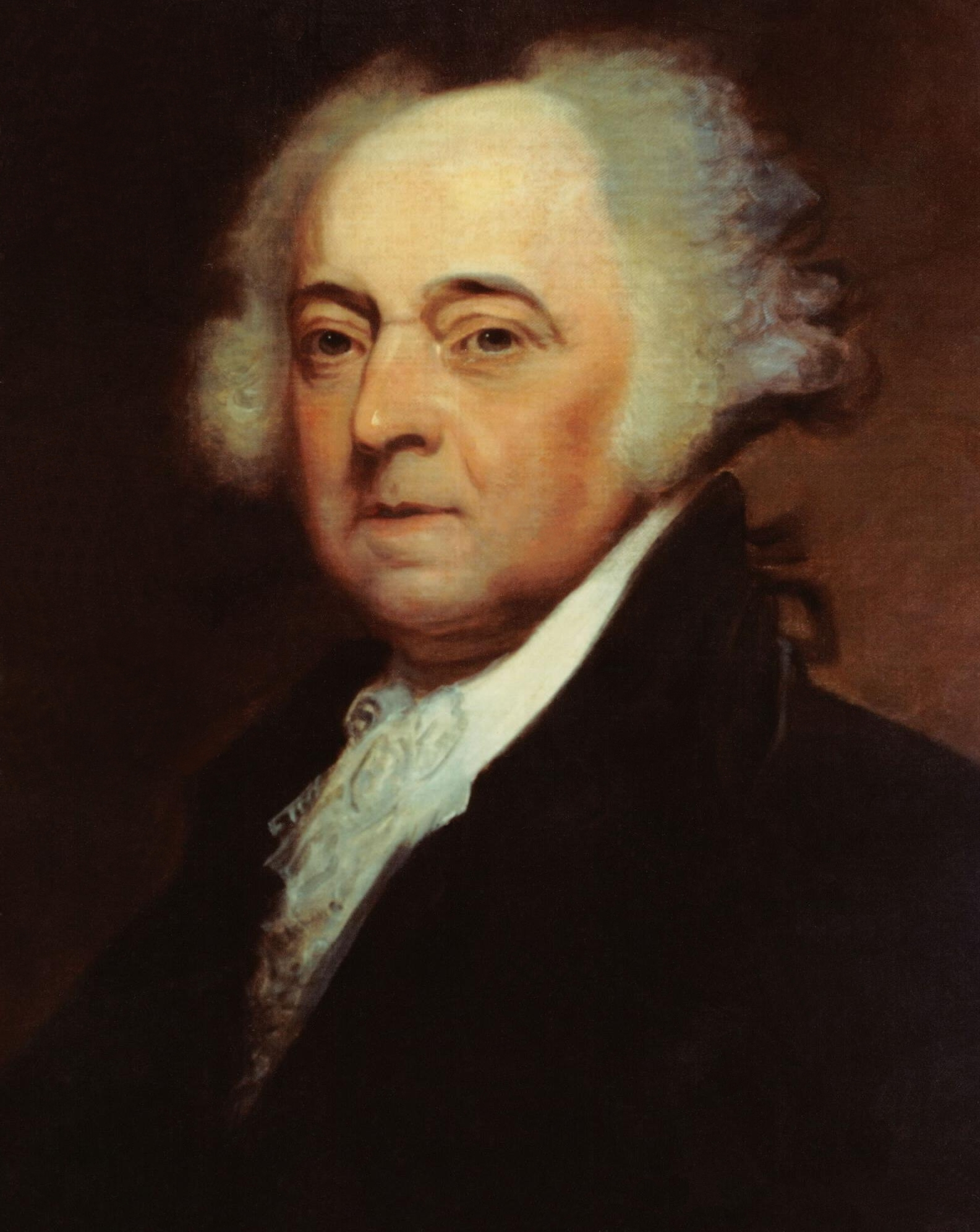
جان آدامز
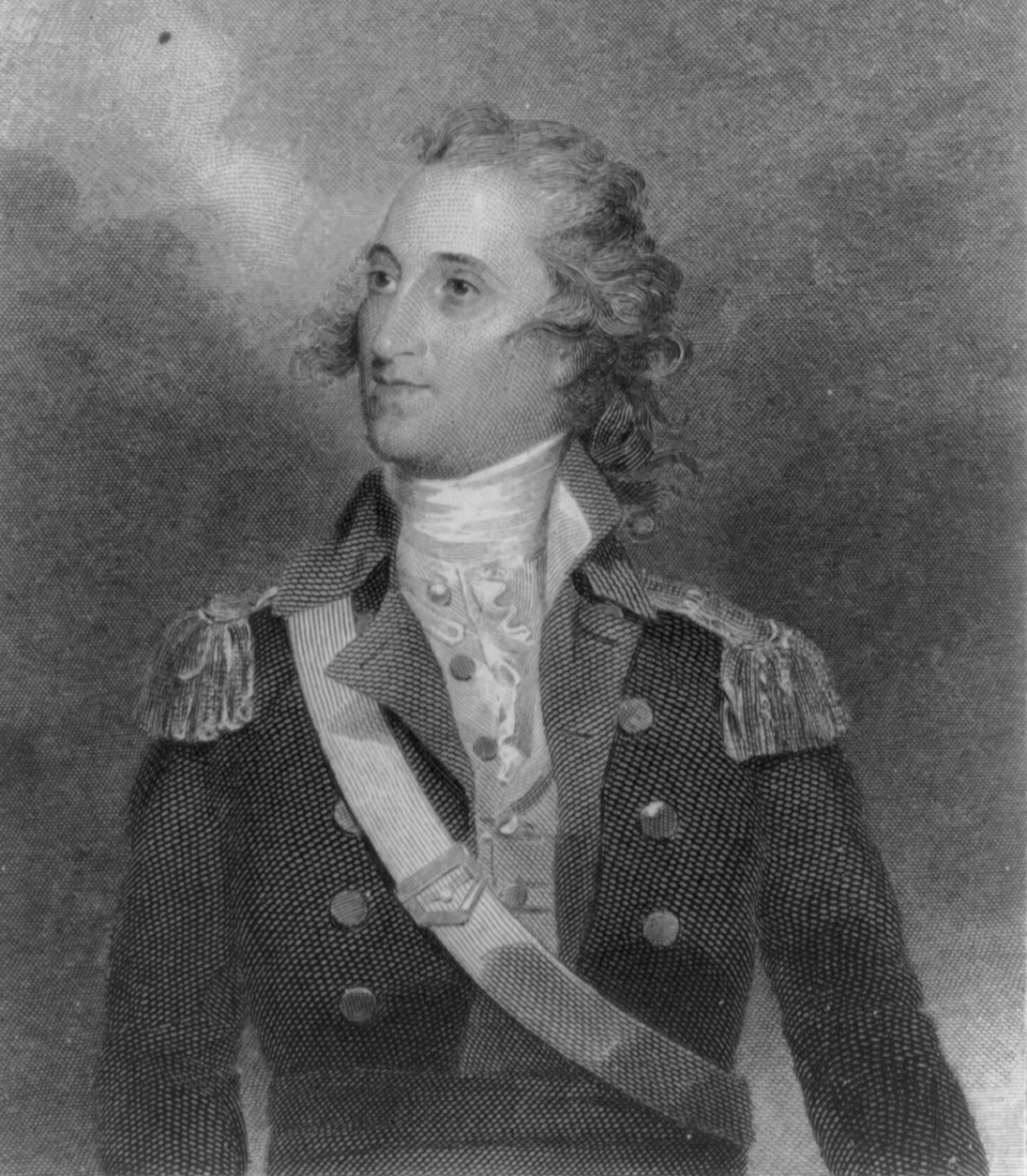
توماس پینکنی از کارولینای جنوبی
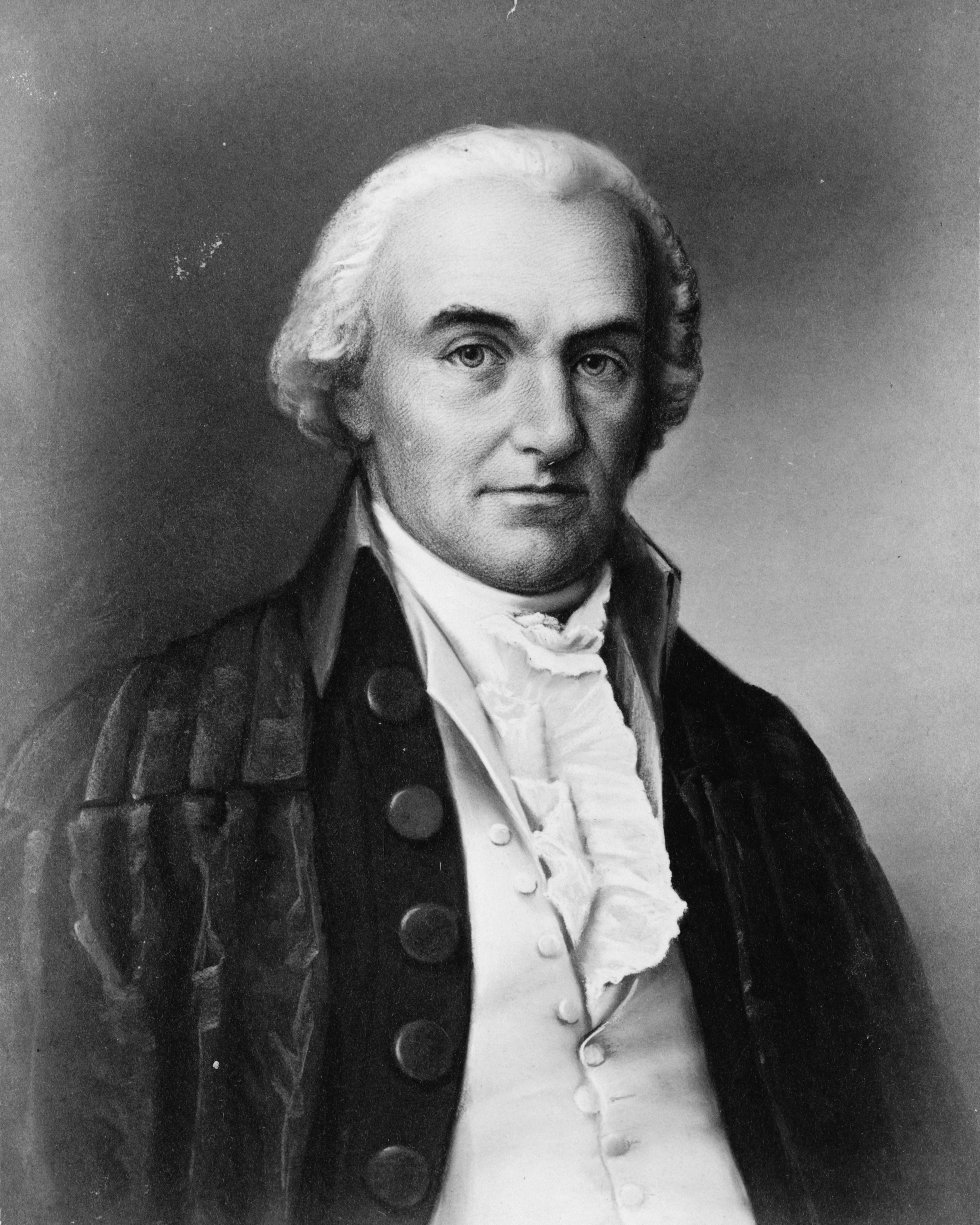
الیور الزورت
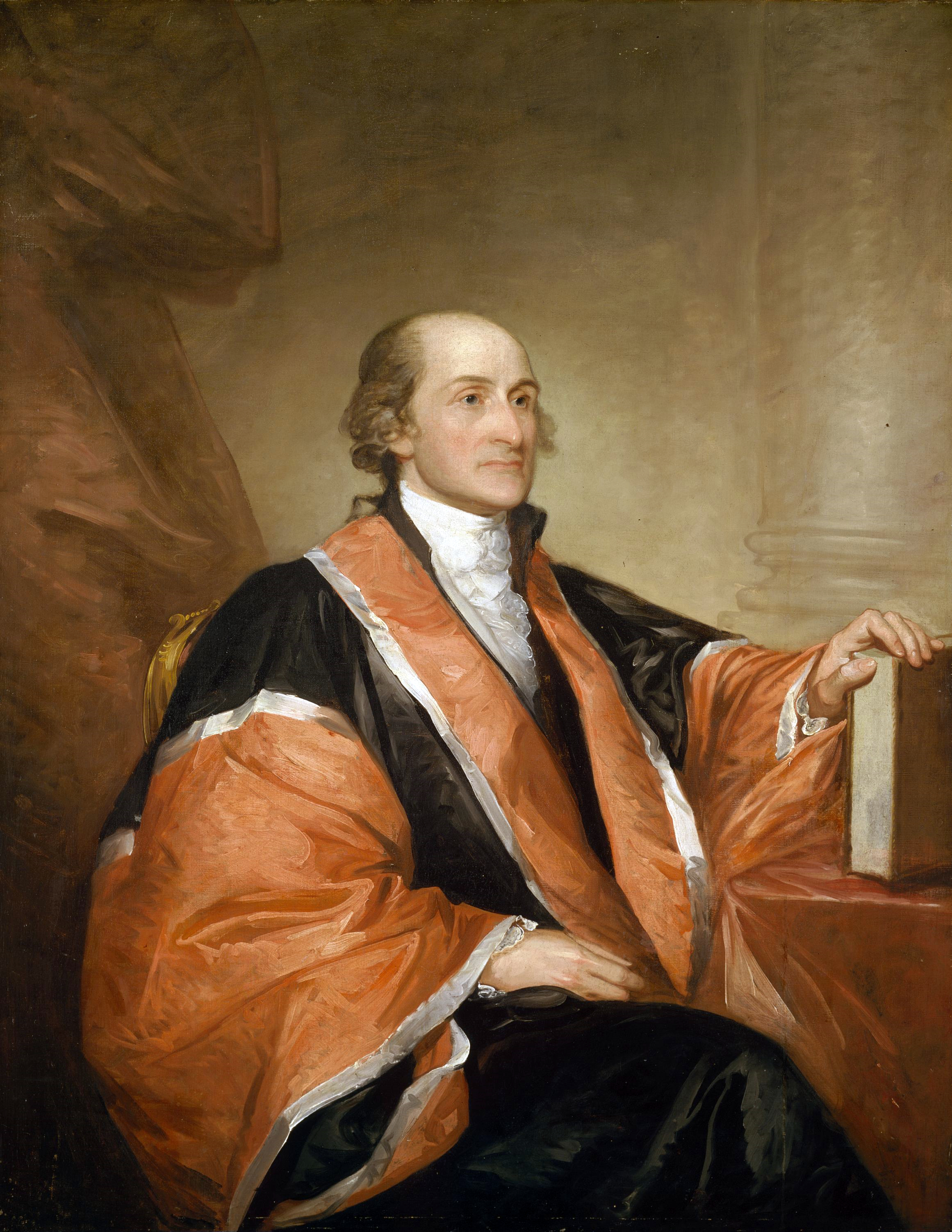
جان جی از ایالت نیویورک
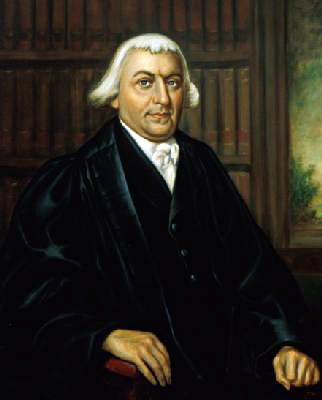
جیمز ایردل
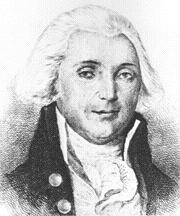
ساموئل جانستون از کارولینای شمالی
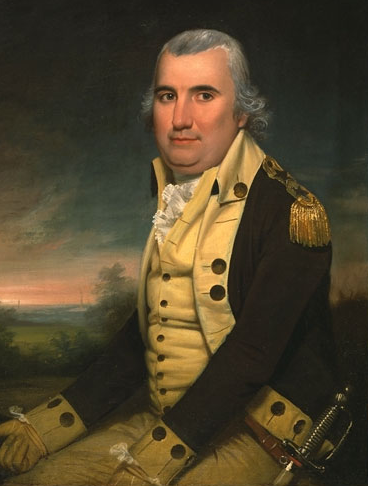
چارلز پینکنی
از کارولینای جنوبی

### نامزدهای دموکرات-جمهوری‌خواه

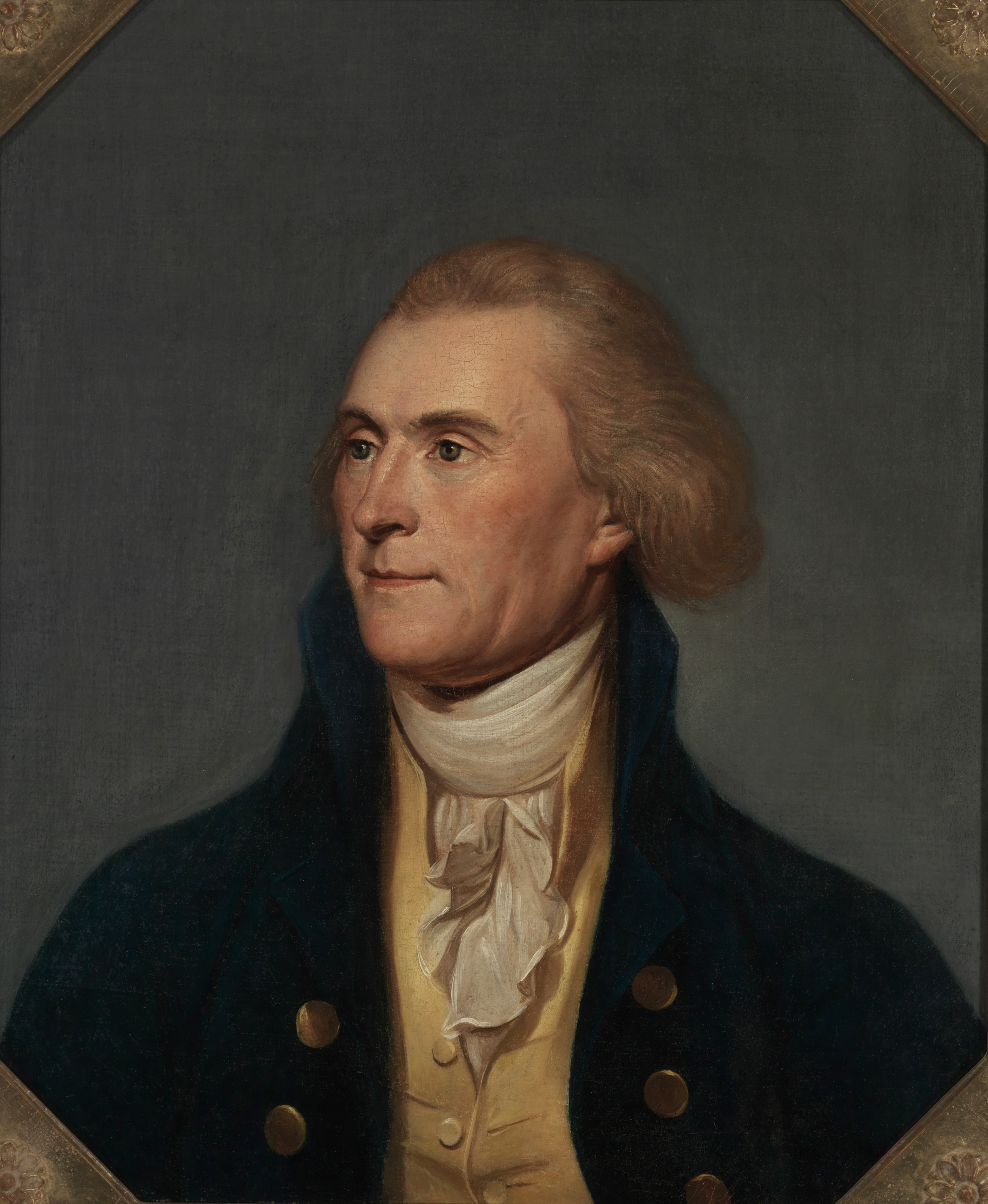
توماس جفرسون از ویرجینیا
آرون بور از ایالت نیویورک
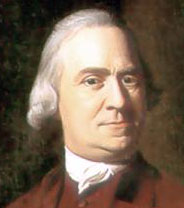
ساموئل آدامز از ماساچوست
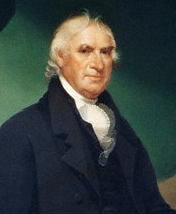
جرج کلینتون
از ایالت نیویورک